# Petite rivière Noire (rivière Saint-François)
Pour les articles homonymes, voir Petite rivière Noire (homonymie) et Rivière Noire.
La Petite rivière Noire est un tributaire de la rivière Saint-François. Elle coule vers le nord-ouest dans les municipalités de Saint-Bonaventure et de Saint-Pie-de-Guire, dans la municipalité régionale de comté (MRC) de Drummond, dans la région administrative du Centre-du-Québec, sur la Rive-Sud du fleuve Saint-Laurent, au Québec, Canada.

## Géographie
Les principaux bassins versants voisins de la Petite rivière Noire sont:
- côté nord : rivière Saint-François;
- côté est : rivière Saint-François, ruisseau Joseph-Paulhus;
- côté sud : rivière aux Vaches;
- côté ouest : rivière aux Vaches, ruisseau Georges-Lemaire[2].

La Petite rivière Noire prend sa source dans une petite zone forestière à l'est du village de Saint-Bonaventure, à 1,5 km au sud-est de la rue Principale, à 1,6 km au sud-ouest de la rivière Saint-François et au nord-ouest de la ville de Drummondville. Cette zone de tête est située dans le secteur Grantham-Ouest, au nord de l'autoroute 20 et à l'ouest de la ville de Drummondville.
À partir de sa source, la rivière coule sur 5,9 km vers le nord-ouest jusqu'à la confluence du ruisseau Georges-Lemaire ; sur 2,0 km vers le nord jusqu'à son embouchure.
La Petite rivière Noire se déverse sur la rive ouest de la rivière Saint-François dans une zone de rapides, en aval du "Le Trou-d'Abraham" et en amont des "Rapides au Bélier".

## Toponymie
Le toponyme Petite rivière Noire a été officiellement inscrit le 5 décembre 1968 à la Commission de toponymie du Québec.